# Rodolfo Kuhn
Rodolfo Kuhn (Buenos Aires, 29 de desembre e 1934 − Valle de Bravo, Mèxic, 3 de gener de 1987) va ser un director de cinema, guionista i productor argentí de la nova onada del cinema argentí de la generació dels anys 1960.
El 1957 va rebre la medalla de bronze del Festival de la Fira de Brussel·les pel curtmetratge Simfonia en no bemoll i va ser nominat a l'Os d'Or del Festival de Berlín el 1964 per Pajarito Gómez amb Héctor Pellegrini. Va escriure i dirigir el guió de la pel·lícula popular brasilera, El ABC del amor amb Eduardo Coutinho cap al final de la seva carrera i també va ser nominat a l'Os d'Or. Va ser president del jurat al Festival Internacional de Cinema de Berlín de 1974.
Va estar casat durant quatre anys amb l'actriu Elsa Daniel, mare de la seva filla Roberta Kuhn.

## Filmografia
- El señor Galíndez (1984)
- Todo es ausencia (1984)
- La hora de María y el pájaro de oro (1975)
- Los caminos de la liberación (1969)
- Turismo de carretera (1968)
- Ufa con el sexo (1968)
- El ABC del amor (1967)
- Viaje de una noche de verano (1965)
- Pajarito Gómez (1964)[5]
- Los jóvenes viejos (1962): un retrat de la jovenesa benestant argentina, una generació sense horitzons ni passions.[6] Hi descriu «personatges dominats pel cinisme i l'avorriment que tenen una vida sexual visible, aliena a convencions i hipocresies, cosa insòlita per als personatges del cinema argentí»[1]
- Los inconstantes (1963)

## Publicacions
- Armando Bó, el cine, la pornografía ingenua y otras reflexiones (en castellà).  Corregidor, 1984, p. 103.
- Introducción a la realización cinematográfica (en castellà).  Madrid: Ediciones JC, 1982, p. 176. ISBN 84-85741-14-5.

## Reconeixement
- 1965: candidat a l'Os d'Or per Pajarito Gómez
- 1967: candidat a l'Os d'Or per El ABC del amor